# Paul Éluard

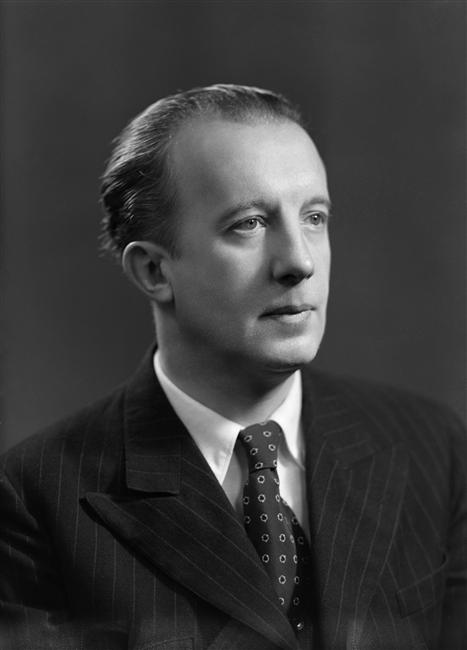
Paul-Eugène Grindel (Paul Éluard), 1945 circa.

(Paul Éluard, Libertà, 1942.)
Paul Éluard, pseudonimo di Eugène Émile Paul Grindel (Saint-Denis, 14 dicembre 1895 – Charenton-le-Pont, 18 novembre 1952), è stato un poeta francese, tra i maggiori esponenti del movimento surrealista.

## Biografia

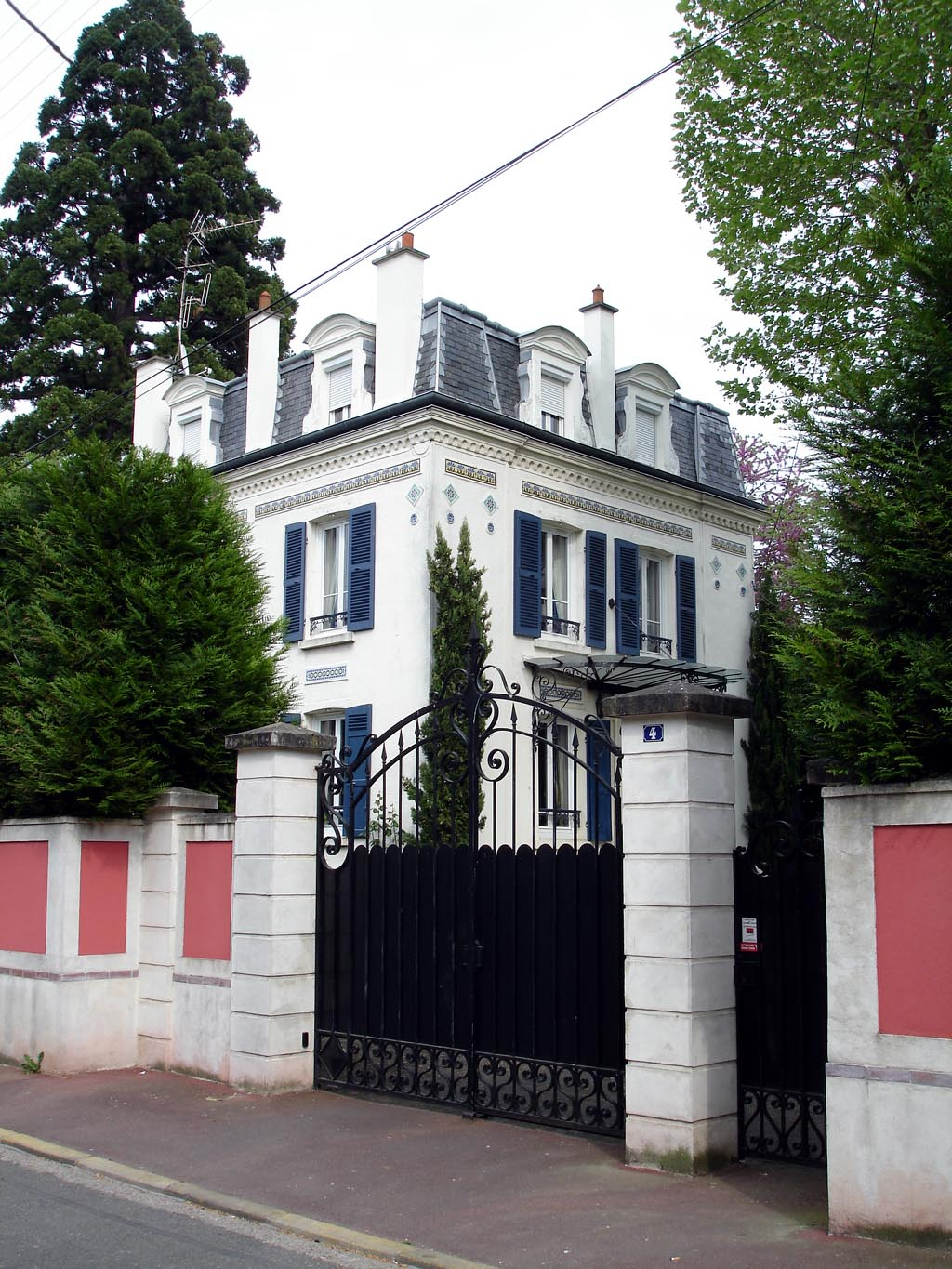
La casa di Éluard a Eaubonne

Paul Grindel, che adotterà il nome d'arte Éluard nel 1916 riprendendolo dalla nonna materna, nasce da Clément-Eugene Grindel, un contabile socialista, e da Jeanne-Marie Cousin, una sarta per signora. Frequenta le scuole a Saint-Denis, Aulnay-sous-Bois e nel 1908 a Parigi dove nel frattempo la famiglia si è trasferita. Prosegue gli studi a Parigi fino al 1912, quando a causa di un attacco di emottisi deve entrare nel sanatorio di Clavades a Davos in Svizzera dove rimarrà per quattordici mesi.
Il poeta scrive versi ispirandosi al vitalismo di Whitman e alla musicalità di Verlaine che pubblica insieme ad alcune composizioni sparse su riviste oltre a due poemetti: Premiers Poèmes e Dialogues des inutiles. Nel febbraio del 1914 Paul viene dimesso dal sanatorio e quando ad agosto scoppia la guerra, è arruolato con destinazione ai servizi ausiliari. Diventa su sua richiesta fante in prima linea e nel febbraio del 1917 sposa Gala. Ammalatosi nuovamente nel maggio dello stesso anno, viene definitivamente assegnato ai servizi ausiliari.
Nel maggio del 1918 nasce la figlia Cécile e nel maggio dell'anno seguente viene smobilitato. Risale al 1916 la raccolta di versi Le Devoir che ripubblica ampliata nel 1918 con il titolo Le Devoir et l'Inquiétude e i Poèmes pour la paix. Nel 1919 partecipa alla vita del movimento dadaista e stringe rapporti di amicizia con i rappresentanti della contestazione artistica francese. Dadaisti, avanguardisti e surrealisti influenzano non poco l'attività del poeta.
Nel 1920 pubblica Les animaux et leurs hommes, les hommes et leurs animaux.
Nel 1923, colto da una crisi interiore, Paul abbandona improvvisamente Parigi e per sette mesi non dà notizie di sé, tanto da essere considerato morto. In realtà egli compie un lungo viaggio per mare da Marsiglia al Pacifico per fuggire alle contraddizioni che lo tormentavano. Ritorna a Parigi nell'ottobre del 1924 e presto riprende la sua attività nell'avanguardia. Continua a scrivere versi e nel 1925 pubblica 152 proverbes mis au goût du jour, in collaborazione con Péret e Au défaut du silence. Nel 1926 aderisce al Partito comunista francese e con la pubblicazione di Capitale de la douleur viene riconosciuto come il "più poetico rappresentante della scuola surrealista". Da quel momento vive in modo appassionato la vita del gruppo con mostre, incontri, proteste, libri, riviste, riunioni surrealiste.
Nella seconda metà del 1928 Paul ha una ricaduta del suo male ed è ricoverato per diversi mesi in un sanatorio dei Grigioni ma appena è dimesso continua, a fianco alla sua militanza surrealista, l'opera di poeta pubblicando, nel 1929 Défense de savoir. In questo periodo la sua vita con Gala attraversa un momento di profonda crisi. Lei lo lascia per Salvador Dalí. Il 21 maggio 1930 conosce a Parigi una giovane alsaziana, Marie Benz, conosciuta come Nusch (in tedesco, noce). Marie diventerà la sua seconda moglie e che rappresenterà il periodo più felice della sua vita.
Gli anni che vanno dal 1930 al 1938 vedono Éluard impegnato contro la repressione della società mentre si fa sempre più vicina la violenza delle dittature fasciste che porta all'avvento di Hitler in Germania e alla vittoria di Franco in Spagna. Il poeta è sempre presente nell'offrire contributi non solamente poetici ma umani e politici. In questo periodo egli si allontana dal partito anche se non partecipa integralmente alle critiche che i surrealisti, e non sottoscrive il manifesto di protesta surrealista per il primo processo di epurazione politica di Mosca nel 1936; non aderisce alla Federazione internazionale dell'arte rivoluzionaria fondata da André Breton.
Pubblica in questi anni molti libri tra i quali A toute épreuve nel 1930, Le vie immédiate nel 1932, La rose publique nel 1934, Facile nel 1935, Les yeux fertiles nel 1936, Les mains libres nel 1937, Cours naturel nel 1938. Nel settembre del 1939, allo scoppio della seconda guerra mondiale, Éluard viene richiamato come tenente per prestare servizio nell'intendenza ma nel giugno del 1940, data che segna il crollo della Francia davanti a Hitler, egli viene smobilitato e può rientrare a Parigi.

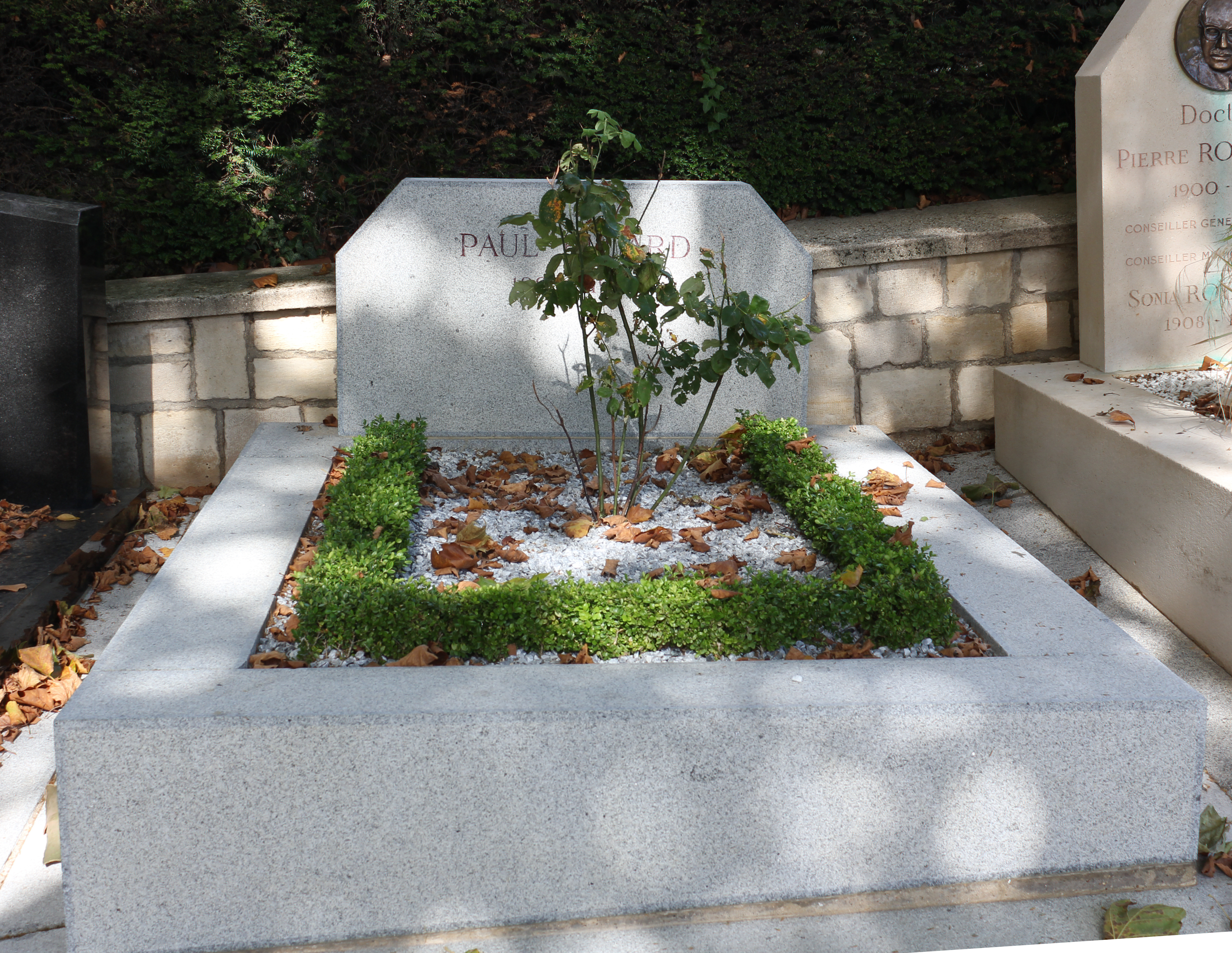
La tomba di Éluard al Père Lachaise

Nel 1942 chiede nuovamente l'iscrizione al partito comunista francese e fa parte del movimento clandestino, contrassegnando il suo contributo alla resistenza francese con edizioni di libri di versi e di giornali alla macchia e trasmissioni radiofoniche clandestine. È del 1942 la sua famosa poesia Liberté. Nel febbraio del 1944 Éluard rientra a Parigi ancora occupata dai tedeschi e il 25 agosto dello stesso anno avviene la liberazione.
Il 28 novembre, Éluard, che si trova in Svizzera, riceve la notizia della morte improvvisa di Nusch e ne rimane profondamente scosso. Solamente alla fine dell'anno ricomincia a riprendersi e si butta più che mai nell'impegno politico e nella poesia.
Nel 1949, in occasione della sua permanenza in Messico, dove partecipa al "Convegno internazionale per la pace" incontra Dominique Lemor che sposa nel 1951. Ma nei primi giorni del settembre 1952, Éluard ha un improvviso attacco di angina pectoris e muore il 18 novembre dello stesso anno, in seguito a una nuova crisi cardiaca.

## Opere
- 1913: Premiers poèmes
- 1916: Le Devoir
- 1917: Le Devoir et l'Inquiétude
- 1918: Pour vivre ici
- 1920: Les Animaux et leurs hommes, les hommes et leurs animaux
- 1923: L'Amoureuse
- 1924: La courbe de tes yeux
- 1924: Mourir de ne pas mourir
- 1925: Au défaut du silence
- 1926: La Dame de carreau
- 1926: Capitale de la douleur
- 1926: Les Dessous d'une vie ou la Pyramide humaine
- 1929: L'Amour la Poésie
- 1930: Ralentir travaux, con André Breton e René Char
- 1930: À toute épreuve
- 1930: L'immaculée conception
- 1932: Défense de savoir
- 1932: La Vie immédiate
- 1935: La Rose publique
- 1935 : Facile
- 1936 : Les Yeux fertiles

- 1937: Quelques-uns des mots qui jusqu'ici m'étaient mystérieusement interdits
- 1938: Les Mains libres, con Man Ray.
- 1938: Cours naturel
- 1938: La victoire de Guernica
- 1939: Donner à voir
- 1939: Je ne suis pas seul
- 1941: Le Livre ouvert
- 1942: Poésie et vérité
- 1942: Liberté
- 1943: Avis
- 1943: Courage
- 1943: Les Sept poèmes d'amour en guerre
- 1944: Au rendez-vous allemand
- 1946: Poésie ininterrompue
- 1947: Le Cinquième Poème visible
- 1947: Notre vie
- 1947: À l'intérieur de la vue
- 1947: La Courbe de tes yeux
- 1947: Le temps déborde
- 1948: Poèmes politiques
- 1951: Le Phénix
- 1984: Lettres à Gala 1924-1948

### Traduzioni italiane
- Poesia ininterrotta (Poésie ininterrompue), Traduzione di Franco Fortini, Illustrazioni di Bruno Cassinari, Torino, Einaudi, 1948.
- Poesie, con l'aggiunta di alcuni scritti di poetica, introduzione e traduzione di Franco Fortini, Torino, Einaudi, 1955.
- Poesie, cura e traduzione di Silvano Del Missier, Roma, Newton Compton, 1974.